# Daniel Passarella
Daniel Alberto Passarella, surnommé aussi El Káiser, né le 25 mai 1953 à Chacabuco, est un footballeur international argentin évoluant au poste de libéro principalement pour River Plate, la Fiorentina et l'équipe d'Argentine durant les années 1970 et 1980.
Avec l'équipe nationale d'Argentine, Passarella remporte la Coupe du monde de 1978, en tant que capitaine, puis celle de 1986. Il est le seul joueur argentin à avoir gagné deux fois la Coupe du monde.
Il devient ensuite entraîneur et s’occupe notamment de la sélection argentine entre 1994 et 1998.

## Biographie

### Enfance et formation
Daniel Passarella admet une fois à la retraite qu'il est fan de Boca Juniors durant son enfance, l'éternel rival de River Plate pour qui il évolue durant la majorité de sa carrière.
Passarella fait ses premiers pas dans le championnat d'Argentine avec le club de CA Sarmiento en 1971. Il reste trois saisons.

### Huit ans à River Plate
Après un échec lors d'un essai chez son club de cœur Boca Juniors en 1973, Passarella s'engage avec le rival River Plate. 
Il remporte trois titres de champion d'Argentine, et atteint une finale de Copa Libertadores en 1975.
En 1976, il est élu meilleur joueur argentin ce qui l'amène à être appelé par la sélection argentine A.

### Départ pour l'Europe et la Fiorentina
En 1982, après avoir défendu en vain avec la sélection d'Argentine la coupe du monde (éliminée par l'Italie et le Brésil), Daniel décide de tenter sa chance dans le Calcio à la Fiorentina. Il ne remporte rien avec ce club mais devient l'un des défenseurs les plus prolifiques d'Italie.

### En équipe nationale
En 1976, Daniel Passarella se fait remarquer lors du Tournoi de Toulon dont il serait élu meilleur joueur, ce qui est contredit par d'autres sources.
Passarella convainc rapidement César Luis Menotti, chargé de sélectionner une équipe d'Argentine capable de se mêler à la lutte pour le titre mondial en 1978 à domicile.
Nommé capitaine de l'Albiceleste par Menotti, Passarella s’impose déjà comme un meneur d’hommes à seulement 25 ans. Passarella transforme un penalty - son seul but dans ce Mondial - face à la France (2-1) lors du deuxième match. L’Argentine termine la première phase de groupes à la deuxième place, derrière l’Italie. La seconde phase voit l’Albiceleste se qualifier pour sa première finale depuis 1930 en écrasant le Pérou (6-0) dans l'ultime match, alors qu’elle doit gagner par plus de trois buts d’écart pour finir devant le Brésil. L'Argentine remporte la victoire sur les Pays-Bas en finale (3-1ap) au Stade Monumental et Passarella devient le premier argentin de l'histoire à soulever le trophée grâce à son statut de capitaine, trophée reçu des mains du général Jorge Videla.
Lors de la Coupe du monde 1982, malgré deux buts du capitaine argentin face au Salvador (2-0) et à l'Italie (1-2), l'Albiceleste est éliminée au second tour à la suite de deux défaites contre l'Italie et le Brésil.
Parti jouer en Italie, Passarella ne dispute pas de rencontre internationale entre la Mondial 1982 et mai 1985. Il permet à la sélection de se qualifier pour la Coupe du monde 1986. En juin 1985, il participe au but égalisateur de la qualification lors du dernier match décisif contre le Pérou (2-2) au Stade Monumental de Buenos Aires.
Passarella est retenu dans l'équipe d'Argentine à la Coupe du monde 1986 par Carlos Bilardo. À cause d'un virus intestinal, il est hospitalisé pendant huit jours. Diego Maradona le remplace dans le rôle de capitaine en équipe nationale,. C'est depuis le banc de touche que le défenseur assiste à la seconde épopée victorieuse de l'Albiceleste et à l'ouverture du score de son remplaçant José Luis Brown en finale face à l'Allemagne de l'Ouest (3-2). Il devient le premier argentin double champion du monde bien que n'ayant disputé aucun match lors du second sacre. Il admet des années plus tard : « Malgré ma médaille de champion du monde et ma présence au sein de l'équipe lors la cérémonie de récompense à Mexico, je ne peux me sentir champion que lorsque j'ai gagné le titre sur le terrain ».

### Départ pour l'Inter Milan puis fin à River
Après la Coupe du monde 1986 et sa retraite internationale, Passarella rejoint l'Inter Milan pour deux saisons en restant un joueur régulier.
En 1988, Daniel Passarella décide de revenir dans son pays et de rejoindre de nouveau River Plate pour une ultime saison, il mettra fin à sa carrière de joueur en 1989. Il dispute le dernier match de sa carrière professionnelle face à Boca Juniors le 27 juillet 1989 et concède un dernier carton rouge.

### Carrière d'entraîneur
Après avoir mis fin à sa carrière de joueur, il décide de s'orienter vers le poste d'entraîneur. Quelques mois après son retrait, il est appelé par River Plate à prendre des fonctions, il décide de relever le défi, et avec succès permet au club de remporter le championnat à trois reprises entre 1990 et 1994.
En 1994, l'équipe d'Argentine fait appel à lui après l'échec de la coupe du monde de 1994 (éliminé en huitièmes de finale par la Roumanie). Malgré des éliminations rapides en Copa América (quart de finale contre le Brésil en 1995 et contre le Pérou en 1997), la fédération maintient sa confiance pour l'objectif de remporter la Coupe du monde de 1998. Daniele annonce avant le tournoi qu'il laissera son poste au terme de la compétition. Pour la quatrième Coupe du monde de Passarella, l'Argentine est éliminée en quart de finale par les Pays-Bas.
En 1999, Passarella devient le premier non-uruguayen à entraîner l'Équipe d'Uruguay de football. En 2001, il abandonne son poste pour des raisons financières au cours des qualifications[Lesquelles ?].
Après ses deux échecs en sélections nationales, il effectue des piges à Parme AC (quelques semaines), au Mexique (CF Monterrey et Club Toluca) puis au SC Corinthians. 
Passarella signe en janvier 2006 à River Plate. Durant ce quatrième passage au club, il forme et lance Gonzalo Higuaín et Radamel Falcao, qu'il parvient même à aligner ensemble avant le départ du premier au Real Madrid en janvier 2007. Il démissionne le 15 novembre 2007 à la suite de l'élimination en demi-finale de la Copa Sudamericana.

### Carrière de dirigeant
En décembre 2009, Daniel Passarella est élu président de River Plate avec six voix d'avance sur son principal concurrent, jusqu'au 15 décembre 2013.

## Style de jeu
En tant que joueur, Daniel Passarella est un défenseur rugueux, redouté sur tout le terrain. Reconnu pour son pied gauche précis notamment face au but adverse et doté d'une détente verticale supérieure à la moyenne, il est décrit comme le meilleur et le plus offensif libéro de l'histoire du football argentin.
Surnommé El Gran Capitan en raison de ses qualités de meneur d'hommes, de sa technique et de son placement, il marque 178 buts en 550 matchs, seul Ronald Koeman a fait mieux parmi les défenseurs.
Coéquipier en équipe d'Argentine, Diego Maradona confie à propos de Passarella : « Je n'ai jamais vu de meilleur défenseur de toute ma vie, ni de meilleur joueur de tête, aussi bien en attaque qu'en défense ». César Luis Menotti, qui le fait débuter en équipe nationale et avec qui il est sacré champion du monde 1978 confie plus tard : « Je n'ai jamais douté qu'il fallait lui donner le brassard de capitaine, son influence sur les autres et son professionnalisme étaient remarquables. C'était un véritable meneur d'hommes ».

## Statistiques

### En club
Bien que défenseur, il inscrit 99 buts dans le championnat d'Argentine durant sa carrière.

### En équipe nationale
Daniel Passarella dispute 70 matchs avec l'équipe d'Argentine, pour deux tiers de victoires et inscrit 22 buts.
Auteur de 22 buts avec l'équipe d'Argentine, il est dépassé en 2020 par Sergio Ramos au titre de défenseur central ayant inscrit le plus de buts en sélection nationale,. Il inscrit jusqu'à trois buts en autant de matchs internationaux consécutifs, entre octobre 1976 et juin 1977, de ses cinquième à septième sélections.
| Saison                | Sélection             | Phases finales        | Phases finales | Phases finales | Éliminatoires CDM | Éliminatoires CDM | Matchs amicaux | Matchs amicaux | Total | Total |
| Saison                | Sélection             | Compétition           | M              | B              | M                 | B                 | M              | B              | M     | B     |
| --------------------- | --------------------- | --------------------- | -------------- | -------------- | ----------------- | ----------------- | -------------- | -------------- | ----- | ----- |
| 1975-1976             | Argentine             | -                     | -              | -              | -                 | -                 | 4              | 0              | 4     | 0     |
| 1976-1977             | Argentine             | -                     | -              | -              | -                 | -                 | 8              | 5              | 8     | 5     |
| 1977-1978             | Argentine             | Coupe du monde 1978   | 7              | 1              | -                 | -                 | 7              | 3              | 14    | 4     |
| 1978-1979             | Argentine             | Copa América 1979     | 4              | 2              | -                 | -                 | 5              | 2              | 9     | 4     |
| 1979-1980             | Argentine             | -                     | -              | -              | -                 | -                 | 5              | 2              | 5     | 2     |
| 1980-1981             | Argentine             | -                     | -              | -              | -                 | -                 | 8              | 2              | 8     | 2     |
| 1981-1982             | Argentine             | Coupe du monde 1982   | 5              | 2              | -                 | -                 | 6              | 2              | 11    | 4     |
| 1984-1985             | Argentine             | -                     | -              | -              | 6                 | 1                 | 2              | 0              | 8     | 1     |
| 1985-1986             | Argentine             | Coupe du monde 1986   | 0              | 0              | -                 | -                 | 3              | 0              | 3     | 0     |
| Total sur la carrière | Total sur la carrière | Total sur la carrière | 16             | 5              | 6                 | 1                 | 48             | 16             | 70    | 22    |

## Palmarès

### Palmarès de joueur
Passarella est le seul argentin à avoir soulevé deux fois le trophée de la Coupe du monde, même s’il est remplaçant lors du second sacre.
- Vainqueur de la coupe du monde de 1978 et 1986 (Argentine).
- Champion d'Argentine : 1975, 1979 et 1981 (CA River Plate).
- A participé aux Coupes du monde de 1978 (capitaine), 1982 (capitaine) et 1986.

### Palmarès d’entraîneur
En tant qu'entraîneur, Passarella remporte trois titres avec River Plate, un avec Monterrey ainsi qu'une médaille d'or aux Jeux Panaméricains avec la sélection de jeunes argentine.
- Champion d'Argentine en 1990, 1991 (Ouv.) et 1993 (ouv.) avec River Plate

### Distinctions individuelles
Passarella est membre des FIFA 100, liste de 125 footballeurs ayant marqué leur génération établie par Pelé et publiée en 2004 pour les 100 ans de la FIFA.